# 斯陶茨堡 (新澤西州)
斯陶茨堡（英語：Stoutsburg）是位於美國新澤西州默瑟縣及薩默塞特縣的非建制地區。

## 地理
斯陶茨堡所處的海拔為高於海平面48米（即157英呎），而該地所採用的時區為UTC-5，即北美东部时区（EST）。同時該地設有夏令時間，為UTC-5調快一小時，即UTC-4（EDT）。